# IC 4829
IC 4829 ist eine Spiralgalaxie vom Hubble-Typ Sb im Sternbild Teleskop am Südsternhimmel. Sie ist schätzungsweise 159 Millionen Lichtjahre von der Milchstraße entfernt und hat einen Durchmesser von etwa 90.000 Lichtjahren.

Das Objekt wurde am 16. September 1901 von DeLisle Stewart.